# 축산업협동조합
축산업협동조합(畜産業協同組合, National Livestock Cooperatives Federation), 약칭 축협(畜協)은 양축가의 자주적인 협동 조직을 육성하여 축산업의 진흥과 그 구성원의 경제적·사회적 지위 향상을 도모함으로써 국민 경제의 균형 있는 발전을 기하기 위해 1981년 1월 1일부터 2000년 7월 1일까지 존재했던 특수법인이다.

## 역사
1981년 1월 1일에 시행된 《축산업협동조합법》(1980년 12월 15일 제정, 2000년 7월 1일 폐지)에 따라 설립되었다. 이 법률에 따라 《농업협동조합법》의 규정에 의한 특수농업협동조합 및 《축산법》의 규정에 의한 축산진흥회는 《축산업협동조합법》에 따른 축산업협동조합 및 축산업협동조합중앙회로 개편되었다.
축산업협동조합은 해당 지역 이름을 딴 지역별 축산업협동조합, 해당 지역 이름과 업종 이름을 딴 업종별 축산업협동조합으로 나뉘었으며 축산업협동조합중앙회는 이들 축산업협동조합의 행정을 총괄했다. 《축산업협동조합법》에서는 축산업협동조합, 축산업협동조합중앙회는 법인으로 한다고 명시했다.
지역별 축산업협동조합은 조합원의 자주적인 협동조합을 통하여 생산력의 증진과 조합원의 경제적, 사회적 지위의 향상을 도모함을 목적으로 했고 업종별 축산업협동조합은 구성원의 공동 이익을 도모함을 목적으로 했다. 축산업협동조합중앙회는 회원 조합의 공동 이익의 증진과 건전한 발전을 도모함을 목적으로 했다.
1996년 3월 기준으로 지역별 축산업협동조합 146개, 업종별 축산업협동조합 45개를 두고 있었으며 본부는 서울특별시 강동구 성내동에 두고 있었다. 2000년 7월 1일을 기해 축산업협동조합, 인삼협동조합이 농업협동조합에 통합되면서 축산업협동조합은 농업협동조합의 일종인 축산농협으로 바뀌었다.

## 사업

### 경제사업
주요 사업으로는 축산 기술 향상과 경영 합리화를 위한 생산 지도·생활 개선·교육 향상·문화 향상 등 지도사업과 우량 축종, 양질의 배합사료, 목초 종자, 축산 기자재 등과 관련된 구매 사업을 들 수 있다.

### 신용사업
축산물 유통 및 사료 가공 사업을 통한 조합원의 편익 도모, 가축개량사업, 각종 예금수신 및 양축자금 대출, 내국환 업무, 신용카드 발급, 국가·공공 단체 및 금융 기관의 업무대리 등 금융 사업이 주축을 이루었다.

### 브랜드 사업
축협은 목우촌이라는 브랜드를 통해 축산물 가공품을 취급하기도 했었다. 농협중앙회와의 통합 후에도 농협중앙회로 브랜드 사업이 인계되어 현재까지 존속하고 있다.

## 로고 상표권 분쟁
효성은 1981년 5월 1일부터 거목(巨木)을 형상화한 로고를 제정, 사용하여 왔는데 이 로고가 황소의 머리를 형상화한 축산업협동조합의 로고(같은 해 1월 1일 제정)와 흡사하여 법정 분쟁으로 비화되었다. 결국 대법원은 1999년 효성의 로고는 축산업협동조합과 중복되는 금융 분야에서는 사용할 수 없다고 판결하였으나 2000년 축산업협동조합이 농업협동조합과 통합되어 문제가 된 로고의 사용이 중지되면서 이 분쟁은 자연스럽게 종결되었다.

1981년 1월 1일 설립 당시부터 2000년 7월 1일 해체 당시까지 사용된 축산업협동조합(축협) 로고
1993년 3월부터 2000년 7월 해체 당시까지 사용된 축산업협동조합(축협) 로고

## 같이 보기
- 농업협동조합 (대한민국)
- 인삼협동조합